# Canthylidia albida
Canthylidia albida là một loài bướm đêm trong họ Noctuidae.